# Hans-Jürgen Starke
Hans-Jürgen Starke (* 23. Februar 1940 in Nürnberg; † Januar 2020) war ein deutscher Grafiker, Cartoonist und Karikaturist.

## Leben und Werk
Starke machte nach dem Abitur von 1958 bis 1960 ein Praktikum am Landestheater Eisenach und studierte dann bis 1963 Bühnenbild an der Kunsthochschule Berlin-Weißensee. Danach war er in Arnstadt als freischaffender Grafiker tätig, vor allem als Cartoonist und Karikaturist für Zeitungen und Zeitschriften, insbesondere für Wochenpost, Eulenspiegel, Junge Welt, Das Volk bzw. Thüringer Allgemeine und Frösi. Dabei zog er „mit herzhaftem Spott über tägliche Ungereimtheiten“ her.
Er war bis 1990 Mitglied des Verbands Bildender Künstler der DDR.
Ab 1989 setzte er sich in seinen Karikaturen häufig mit den Schwierigkeiten des Zusammenwachsens der beiden deutschen Staaten auseinander.
Karikaturen Starkes befinden sich u. a. im SATIRICUM, Greiz.

## Ehrungen
- 1969: Erster Preis im Zeichen-Wettbewerb des sowjetischen Satiremagazins Krokodil
- 1993: Silberner Gothaer der Gothaer Karikade

## Ausstellungen (unvollständig)

### Einzelausstellungen
- 1975: Arnstadt, Schlossmuseum (Cartoons, Collagen, Karikaturen)

### Ausstellungsbeteiligungen
- 1977/1978, 1982/1983 und 1987/1988: Dresden
- 1980: Suhl, Galerie im Steinweg („Cartoons“)
- 1984: Leipzig, Informationszentrum am Sachsenplatz (Ausstellung der Sektion Karikatur und Pressezeichnung DDR-Süd im VBK)
- 1990: Hannover, Wilhelm-Busch-Museum, und Leipzig, Leipzig-Information am Sachsenplatz („Karikatoon 90“)

## Werke (Auswahl)

### Karikaturen (Auswahl)
- Fertig! (1987; ausgestellt auf der X. Kunstausstellung der DDR)[2]
- Ossi – Wessi (1994)[3]

### Buchpublikationen mit Karikaturen Starkes
- Klaus Koberstein: Bonbonpapier – Pädagogik mit dem Zeichenfinger. Volk und Wissen Volkseigener Verlag, Berlin, 1981
- Medizynisches aufs Krankenblatt gezeichnet. Eulenspiegel-Verlag, Berlin, 1978
- KARICARTOON 90. Fackelträger, Hannover, 1990; ISBN 3-7716-1508-9, ISBN 978-3-7716-1508-6
- Ulf Annel: Hausmeisters Kehraus. Kabarettistische Bemerkungen von Woche zu Woche. Fortschritt, Erfurt, 1992; ISBN 3-86087-066-1, ISBN 978-3-86087-066-2
- Walther Keim (Hrsg.) und Hans Dollinger: Schlaraffenland ist abgebrannt. Karikaturisten sehen die Lage der Nation. Bruckmann, München, 1997; ISBN 3-7654-3066-8, ISBN 978-3-7654-3066-4
- Ludwigs Lust Cartoons aus einem Hundeleben. Thüringer Allgemeine, Erfurt, 2005; ISBN 978-3-9809803-5-7, 3980980359
- Die Thüringer Zwergenstrasse. Ein kurzweilig Lesen vom Thüringer und seinen Zwergen. RhinoVerlag Dr. Lutz Gebhardt & Söhne, Arnstadt, 2007; ISBN 978-3-932081-80-4, 3932081803